# (5724) 1986 WE
1986 دابليو إي (ويعرف أيضًا باسم (5724) 1986 دابليو إي وفق تسمية الكوكب الصغير) (بالإنجليزية: 1986 WE)‏ هو كويكب ضمن حزام الكويكبات؛ وترتيبه 5724 من حيث الاكتشاف.
اكتُشف هذا الجُرم الفلكي بواسطة تاكيشي أوراتا ‏ في 22 نوفمبر 1986.

## وصلات خارجية
- (5724) 1986 WE في قاعدة بيانات مختبر الدفع النفاث لأجرام النظام الشمسي الصغيرة

- الاكتشاف · مخطط المدار ·  العناصر المدارية · المعلمات المادية

- (5724) 1986 WE على موقع ويكي سكاي: DSS2, SDSS, GALEX, IRAS, Hydrogen α, X-Ray, Astrophoto, Sky Map, Articles and images